# Maringes
Maringes is een gemeente in het Franse departement Loire (regio Auvergne-Rhône-Alpes) en telt 566 inwoners (1999). De plaats maakt deel uit van het arrondissement Montbrison.

## Geografie
De oppervlakte van Maringes bedraagt 9,1 km², de bevolkingsdichtheid is 62,2 inwoners per km².
De onderstaande kaart toont de ligging van Maringes met de belangrijkste infrastructuur en aangrenzende gemeenten.

## Demografie
Onderstaande figuur toont het verloop van het inwonertal (bron: INSEE-tellingen).